# Liste der Baudenkmäler in Mistelgau
Auf dieser Seite sind die Baudenkmäler in der oberfränkischen Gemeinde Mistelgau zusammengestellt. Diese Tabelle ist eine Teilliste der Liste der Baudenkmäler in Bayern. Grundlage ist die Bayerische Denkmalliste, die auf Basis des Bayerischen Denkmalschutzgesetzes vom 1. Oktober 1973 erstmals erstellt wurde und seither durch das Bayerische Landesamt für Denkmalpflege geführt wird. Die folgenden Angaben ersetzen nicht die rechtsverbindliche Auskunft der Denkmalschutzbehörde.

## Baudenkmäler nach Gemeindeteilen

### Mistelgau
| Lage                                    | Objekt                                               | Beschreibung | Akten-Nr.     | Bild           |
| --------------------------------------- | ---------------------------------------------------- | --- | ------------- | -------------- |
| Bahnhofstraße 5 (Standort)              | Wohnstallhaus                                        | Giebelständiger, eingeschossiger Satteldachbau aus Sandsteinquadern, Giebeldekor, bezeichnet „1837“ | D-4-72-167-1  | weitere Bilder |
| Bahnhofstraße 8 (Standort)              | Wohnstallhaus                                        | Giebelständiger, eingeschossiger Satteldachbau, Sandsteinquader, im Giebel Fenster mit Ohrungen und Fensterschürzen, bezeichnet „1844“ | D-4-72-167-2  | weitere Bilder |
| Bahnhofstraße 11 (Standort)             | Wohnstallhaus                                        | Giebelständiger, eingeschossiger Satteldachbau, bezeichnet „1836“ | D-4-72-167-3  | BW             |
| Bahnhofstraße 13 (Standort)             | Wohnstallhaus                                        | Giebelständiger, eingeschossiger Satteldachbau, Sandsteinquader, Zwerchdach, bezeichnet „1836“ | D-4-72-167-4  | BW             |
| Bahnhofstraße 21 (Standort)             | Wohnstallhaus                                        | Giebelständiger, eingeschossiger Satteldachbau, Sandsteinquader, Giebeldekor, bezeichnet „1836“ | D-4-72-167-5  | BW             |
| Bahnhofstraße 23 (Standort)             | Wohnstallhaus                                        | Giebelständiger, zweigeschossiger Satteldachbau, Sandsteinquader, Giebeldekor, um 1840 | D-4-72-167-6  | BW             |
| Bahnhofstraße 27 (Standort)             | Wohnstallhaus                                        | Giebelständiger, zweigeschossiger Satteldachbau, Obergeschoss und Giebel Fachwerk, bezeichnet „1814“ | D-4-72-167-7  | BW             |
| Bayreuther Straße 11 (Standort)         | Erinnerungstafel                                     | Erinnerungstafel an den Besuch König Maximilians II., polierter schwarzer Marmor, 1851 | D-4-72-167-9  | BW             |
| Eichenstraße 5 (Standort)               | Gasthof, Wohnstallhaus                               | Traufständiger, zweigeschossiger Satteldachbau aus Sandsteinquadern, Fassadendekor, bezeichnet „1839“ | D-4-72-167-10 | BW             |
| Eichenstraße 6 (Standort)               | Wohnstallhaus                                        | Zweigeschossiger Satteldachbau, Sandsteinquader, Obergeschoss traufseitig Fachwerk, bezeichnet „1837“ | D-4-72-167-28 | BW             |
| Kirchweg 13 (Standort)                  | Wohnstallhaus                                        | Eingeschossiger Satteldachbau, Sandsteinquader, Fachwerkgiebel, um 1800 | D-4-72-167-11 | BW             |
| Schulstraße 4; Schulstraße 6 (Standort) | Evangelisch-lutherische Pfarrkirche St. Bartholomäus | Sandsteinquaderbau mit Walmdach, Ostturm mit Spitzhelm, Turm 15. Jahrhundert, Turmobergeschoss 1678, Langhaus 1735–37 vermutlich nach Plänen von Johann Andreas Knorr, Portalentwürfe vermutlich nach Entwürfen von Johann David Räntz; mit Ausstattung | D-4-72-167-12 | weitere Bilder |
| Schulstraße 6 (Standort)                | Pfarrhaus                                            | Traufständiger, zweigeschossiger Satteldachbau aus Sandsteinquadern, geohrte Fenstergewände, Eingang rustiziert, 18. Jahrhundert Hoftor, Sandsteinquader, bezeichnet „1783“                                                                             | D-4-72-167-13 | Pfarrhaus      |

### Frankenhaag
| Lage                     | Objekt             | Beschreibung                                                                | Akten-Nr.     | Bild |
| ------------------------ | ------------------ | --------------------------------------------------------------------------- | ------------- | ---- |
| Frankenhaag 1 (Standort) | Ehemaliges Schloss | Langgestreckter, zweigeschossiger Walmdachbau, 1685 Neubau auf älterem Kern | D-4-72-167-14 | BW   |

### Friedrichsruh
| Lage                      | Objekt         | Beschreibung                                                                   | Akten-Nr.     | Bild           |
| ------------------------- | -------------- | ------------------------------------------------------------------------------ | ------------- | -------------- |
| An der St 2186 (Standort) | Kilometerstein | Mit Kilometerangaben nach Bayreuth und Plankenfels, Sandstein, 20. Jahrhundert | D-4-72-167-32 | Kilometerstein |

### Gollenbach
| Lage                     | Objekt        | Beschreibung | Akten-Nr.     | Bild |
| ------------------------ | ------------- | --- | ------------- | ---- |
| Gollenbach 11 (Standort) | Wohnstallhaus | Satteldachbau mit Fachwerkobergeschoss, bezeichnet „1833“; Speicher, Satteldachbau mit Fachwerkobergeschoss, bezeichnet „1796“ | D-4-72-167-15 | BW   |

### Mengersdorf
| Lage                      | Objekt                            | Beschreibung | Akten-Nr.     | Bild                   |
| ------------------------- | --------------------------------- | --- | ------------- | ---------------------- |
| Mengersdorf 5 (Standort)  | Pfarrhaus                         | Zweigeschossiger Walmdachbau, Fachwerkobergeschoss verputzt, 1741; Einfriedung, Sandsteinquadermauer, erste Hälfte 18. Jahrhundert | D-4-72-167-17 | BW                     |
| Mengersdorf 11 (Standort) | Ehem. evang.-luth. Pfarrhaus      | Zweigeschossiger Krüppelwalmdachbau mit Drempel, Erdgeschoss massiv mit Lisenengliederung, Obergeschoss in Zierfachwerk mit Ziegelausfachung, an der südöstlichen Traufseite dreigeschossiger Mittelrisalit mit Freigespärre, an der Südwestecke im Obergeschoss polygonaler Eckerker mit hohem Spitzhelm, 1892 von Albert Jack & Maximilian Wanner; mit Ausstattung | D-4-72-167-33 | BW                     |
| Mengersdorf 26 (Standort) | Ehemaliges Gesindehaus            | Zwei gesockelte, zweigeschossige Satteldachbauten mit Fachwerkgiebeln, zweigeschossiger Verbindungsbau mit Satteldach, 17. Jahrhundert, über dem Eingang Wappen, erste Hälfte 17. Jahrhundert | D-4-72-167-18 | Ehemaliges Gesindehaus |
| Mengersdorf 27 (Standort) | Evangelische Pfarrkirche St. Otto | Verputzter Saalbau mit Walmdach und Dachreiter mit Zwiebelhaube, vor 1521 Neubau, Erweiterung des Langhauses 1623, Barockisierung 1736; mit Ausstattung | D-4-72-167-16 | BW                     |

### Obernsees
| Lage                                         | Objekt                                        | Beschreibung | Akten-Nr.     | Bild                          |
| -------------------------------------------- | --------------------------------------------- | --- | ------------- | ----------------------------- |
| Am Barockgarten, nördlich des Pfarrhauses () | Pfarrscheune                                  | Sandsteinquaderbau mit Satteldach, um 1800; nicht nachqualifiziert, im Bayerischen Denkmal-Atlas nicht kartiert | D-4-72-167-31 |                               |
| Am Barockgarten 1 (Standort)                 | Pfarrhaus                                     | Zweigeschossiger Satteldachbau mit verputztem Fachwerkobergeschoss, Sandsteinportal, 1666/67, bezeichnet „1757“ Scheune aus Sandsteinquadern mit Satteldach, um 1800 Einfriedung, Sandsteinpfeiler mit Kugelbekrönung sowie Portal, Mitte 18. Jahrhundert | D-4-72-167-24 | BW                            |
| Am Barockgarten 1 (Standort)                 | Pfarrgarten                                   | Mit zentralem Sandstein-Brunnenbecken, 18. Jahrhundert Gartenhaus, oktogonaler Fachwerkbau mit Welscher Haube, Backsteinausfachung, spätes 19. Jahrhundert | D-4-72-167-30 | weitere Bilder                |
| Am Barockgarten 1 (Standort)                 | Kantoratsscheune                              | Satteldachbau aus Sandsteinquadern und verschalten Ständer-Bohlenwänden über Sandsteinsockel, 18. Jahrhundert, mit Erweiterung, Satteldachbau, Sandsteinquader, 19. Jahrhundert (Holzlege) | D-4-72-167-29 | BW                            |
| Am Weinberg 1 (Standort)                     | Gemeindehaus, sogenanntes Kantoratsgebäude    | Zweigeschossiger Walmdachbau auf hohem Sandsteinsockel mit zweiläufiger Treppenrampe, Putzfassade mit sandsteinerner Gliederung und Fensterrahmungen | D-4-72-167-35 | BW                            |
| Am Weinberg 1 (Standort)                     | Nebengebäude                                  | In Teilen ausgeblockter und teilweise offener Ständerbau mit Lattung, Sockelgeschoss und Giebel teilweise in Sandstein, 1. Hälfte 19. Jahrhundert | D-4-72-167-35 | BW                            |
| An der Kirche 2 (Standort)                   | Evangelisch-lutherische Pfarrkirche St. Jakob | Saalbau aus Sandsteinquadern mit Satteldach und Chorturm mit Zwiebelhaube, 1724–28, das Südportal 1728 von Johann David Räntz; mit Ausstattung Kirchhofmauer mit einem Rundbogenportal und einem Barockportal, Sandsteinpfeiler mit Vasenbekrönung, 17./18. Jahrhundert                                                                                                  | D-4-72-167-19 | weitere Bilder                |
| Marktplatz 4 (Standort)                      | Wohnhaus                                      | Zweigeschossiger Satteldachbau mit rustiziertem Sandsteinportal auf hakenförmigem Grundriss, um 1600, bezeichnet „1715“ | D-4-72-167-23 | weitere Bilder                |
| Marktplatz 4 (Standort)                      | Nebengebäude                                  | Eingeschossiger Satteldachbau, 18. Jahrhundert | D-4-72-167-23 | weitere Bilder                |
| Marktplatz 7 (Standort)                      | Ehem. Brauerei                                | Stammhaus der Maisel-Brauerei; ehem. Gasthaus mit Herberge, Wohn-Wirtschaftsgebäude, zweigeschossiger Sandsteinquaderbau über L-förmigen Grundriss, mit Fachwerkteilen und einseitig abgewalmtem Satteldach, Fassade mit profilierten Werksteinrahmen und -gesimsen, teilweise verputzt, um 1852, 1878 neu strukturiert; im Inneren teilweise verändert                  | D-4-72-167-34 | weitere Bilder                |
| Marktplatz 5 (Standort)                      | Ehem. Mälzerei                                | Mit Malzdarrenturm, zwei- bis fünfgeschossiger, Massivbaukomplex mit Sattel-, Pult- und Walmdächern sowie Lüftungshaube, Unterbau Malzhaus regelmäßiges Sandsteinquaderwerk, Turm und Obergeschosse Malzhaus Sichtziegelbauweise mit Lisenengliederung, Stichbogenrahmen, Friesen und turmartigen Eckaufsätzen, im Stil des Historismus, 1890, Turmdach später verändert | D-4-72-167-34 | weitere Bilder                |
| Marktplatz 5 (Standort)                      | Ehem. Sudhaus                                 | Zweigeschossiger Satteldachbau, Erdgeschoss regelmäßiges Sandsteinquaderwerk, Obergeschoss Sichtziegelbauweise mit Lisenengliederung und Stichbogenrahmen, 1883, 1890 aufgestockt und neu bedacht; mit technischer Ausstattung | D-4-72-167-34 | BW                            |
| Marktplatz 5 (Standort)                      | Keller                                        | Eis- und Lagerkeller der ehem. Kellerei, 1883 | D-4-72-167-34 | BW                            |
| Marktplatz 7 (Standort)                      | Hoftoranlage                                  | Sandsteinquaderwerk mit zwei Torpfeilern, 19. Jh. | D-4-72-167-34 | BW                            |
| Sankt-Rupertus-Straße 155 (Standort)         | Evangelisch-lutherische Rupertuskapelle       | Saalkirche, verputzter Sandsteinquaderbau mit oktogonalem Dachreiter, das rundbogige Nordportal aus Sandstein mit Segmentgiebel, 1479 erbaut, Langhaus 1710 erhöht und nach Westen erweitert; mit Ausstattung | D-4-72-167-20 | weitere Bilder                |
| Sankt-Rupertus-Straße 155 (Standort)         | Kirchhofmauer und Brunnenhaus                 | | D-4-72-167-20 | Kirchhofmauer und Brunnenhaus |
| Sankt-Rupertus-Straße 155 (Standort)         | Kriegerdenkmal                                | Steinkreuze mit Namen der im Ersten und Zweiten Weltkrieg Gefallenen, 1962 | D-4-72-167-20 | Kriegerdenkmal                |
| Vordere Dorfstraße 1 (Standort)              | Wohnhaus                                      | Traufständiger, zweigeschossiger Satteldachbau, Erdgeschoss mit geohrten Gewänden, Eingang mit gesprengtem Giebel auf Säulen, verputztes Fachwerkobergeschoss, 18. Jahrhundert | D-4-72-167-22 | BW                            |
| Zum Knock 6 (Standort)                       | Gasthof                                       | Zweigeschossiger Satteldachbau, Sandsteinquader, verputzt, Gurtgesims, erste Hälfte 19. Jahrhundert | D-4-72-167-21 | BW                            |

### Plösen
| Lage                 | Objekt                               | Beschreibung                                                                       | Akten-Nr.     | Bild |
| -------------------- | ------------------------------------ | ---------------------------------------------------------------------------------- | ------------- | ---- |
| Plösen 14 (Standort) | Bauernhaus, ehemaliges Wohnstallhaus | Giebelständiger Satteldachbau, Obergeschoss und Giebel Fachwerk, bezeichnet „1857“ | D-4-72-167-25 | BW   |

### Truppach
| Lage                   | Objekt                      | Beschreibung | Akten-Nr.     | Bild           |
| ---------------------- | --------------------------- | --- | ------------- | -------------- |
| Truppach 10 (Standort) | Gasthof                     | Traufständiger, zweigeschossiger Schopfwalmdachbau, Sandsteinquader, Gurtgesims, erste Hälfte 19. Jahrhundert                                                                | D-4-72-167-26 | BW             |
| Truppach 46 (Standort) | Ehemaliges Schloss Truppach | Zweigeschossiger, gesockelter Mansarddachbau, Ecktürme mit geschweiften Hauben, 1750–60 von Wenzel Schwesner auf älterem Kern erbaut, die heutige Gestalt vermutlich um 1800 | D-4-72-167-27 | weitere Bilder |